# Nilo Batista
Nilo Batista (Natal, 17 de abril de 1944) é um advogado e professor de direito penal brasileiro. Foi governador do Estado do Rio de Janeiro de 1 de abril de 1994 até o fim do mesmo ano, tendo assumido o governo fluminense em substituição a Leonel Brizola, que renunciou para concorrer nas eleições presidenciais.
Autor de diversos artigos e obras sobre Direito Penal e Criminologia, é conhecido por sua postura crítica em relação ao sistema penal, seus papéis e objetivos no Estado Democrático. Adepto da Criminologia Crítica, entende que o direito penal não pode se fechar ao diálogo com as outras áreas do conhecimento, condenando a ausência de uma política criminal aberta aos dados fornecidos pela criminologia. Em seus escritos, dedicou-se à análise histórica dos sistemas punitivos, bem como aos influxos entre o direito e o contexto social e econômico de cada época. Com uma postura socialmente contestadora, procura ligar o fenômeno criminal aos problemas sociais como a pobreza e a má distribuição de renda, criticando a postura do Estado.
Dentre suas produções, destacam-se, entre outras, "Direito Penal Brasileiro: Teoria Geral do Direito Penal, vol.1 ", escrito em conjunto ao argentino Eugenio Raúl Zaffaroni;  "Introdução Crítica ao Direito Penal Brasileiro", "Punidos e Mal Pagos" e "Matrizes Ibéricas do Sistema Penal Brasileiro". 
É fundador do Instituto Carioca de Criminologia e responsável pela publicação da Coleção Pensamento Criminológico, uma das mais importantes séries criminológicas da atualidade, bem como a Revista Discursos Sediciosos: Crime, Direito e Sociedade, coletânea anual de artigos de insignes autores, com pontos de vista críticos e inovadores.
Atualmente exerce a função de professor titular de Direito Penal na Universidade do Estado do Rio de Janeiro e, desde 2006, é professor titular de Direito Penal na Faculdade Nacional de Direito da Universidade Federal do Rio de Janeiro (UFRJ).

## Biografia

### Vida pessoal
Nilo Batista nasceu em Natal, em 17 de abril de 1944, filho de Bruce Batista e Hilda Campos Batista.
Ainda criança, mudou-se com seus pais para Juiz de Fora (MG), onde cursou o ensino fundamental no Grupo Escolar Antônio Carlos e o ensino médio no Colégio São Luís e no Instituto Granbery.
Casou-se com Sônia Maria Leite Sirimarco, com a qual teve trigêmeos: Carlos Bruce,Maria Clara e João Paulo. Divorciado, contraiu segundas núpcias em 1993 com a socióloga e parceira no campo da criminologia Vera Malaguti Batista.

### Carreira jurídica
Em 1966, bacharelou-se em direito pela Universidade Federal de Juiz de Fora.
Em 1970, aprovado em concurso público, tornou-se promotor de justiça do Estado da Guanabara e, no ano seguinte, passou a lecionar direito penal na Faculdade de Direito Cândido Mendes.
Em janeiro de 1973, licenciou-se da promotoria para atuar como procurador de justiça substituto do estado junto à 1ª Câmara Criminal do Tribunal de Justiça, onde permaneceu até 1974. Neste mesmo período também exerceu advocacia no escritório do jurista Heleno Fragoso, destacando-se como defensor de presos políticos, como o editor Ênio Silveira e o estudante Stuart Angel Jones, e tendo também participado da defesa de acusados de sequestro do embaixador alemão Ehrenfried Ludwig Von Holleben.
Em junho de 1975 foi nomeado para compor o Conselho Penitenciário do Estado do Rio de Janeiro. No mesmo ano, tornou-se professor agregado da Pontifícia Universidade Católica e, no ano seguinte,  integrou a banca examinadora de concurso público para ingresso na magistratura, o que viria a se repetir até 1984.
Em dezembro de 1978 concluiu o mestrado em direito penal pela Universidade Federal do Rio de Janeiro (UFRJ). No ano  seguinte foi eleito conselheiro da Ordem dos Advogados do Brasil (OAB), seção do estado do Rio de Janeiro para o biênio de 1979-1980, e pouco depois foi nomeado assessor da presidência do Conselho Federal da OAB, cargo no qual
presidiu diversas comissões. Em 1985 foi eleito para presidir por dois anos a OAB-RJ, período durante o qual integrou comissões redatoras dos anteprojetos de Lei de Defesa do Estado Democrático e da Lei de Imprensa, instituídas pelo Ministério da Justiça, bem como a Comissão Nacional de Combate à fraude, no ano seguinte. Presidiu, ainda em 1986, do Instituto Carioca de Criminologia,  promovendo  uma série de encontros, eventos, seminários e congressos que possibilitaram o intercâmbio crítico de conhecimento, com alcance internacional.
Em 1988 foi aprovado no concurso para livre docente em direito penal na Universidade do Estado do Rio de Janeiro (UERJ) e passou a presidir a comissão encarregada de estudar a implantação da Escola Superior da Advocacia.

### Trajetória Política
Em Julho de 1986, filiou-se ao Partido Democrático Trabalhista (PDT) e assumiu o cargo de secretário da Polícia Civil do Estado do Rio de Janeiro, a convite do governador Leonel Brizola, em meio a uma crise na segurança pública estadual que levou à exoneração do secretário Arnaldo Campana. 
Exerceu o cargo até março de 1987, quando encerrou-se o mandato de Brizola, quando voltou a se dedicar integralmente à advocacia. 
Em outubro de 1990 foi eleito vice-governador do Rio de Janeiro, em chapa encabeçada pelo ex-governador Leonel Brizola. De 1991 a 1993, acumulou com este o cargo de Secretário da Justiça e da Polícia Civil, no qual coordenou operações que garantiriam a segurança da Conferência Internacional do Meio Ambiente de Desenvolvimento (Eco-92), também conhecida como Rio 92, realizada em junho de 1992.

#### Gestão na Secretaria da Justiça e da Polícia Civil
Durante sua gestão, distúrbios de ordem pública, como uma onda de saques em supermercados em abril e maio e arrastões nas praias cariocas foram utilizados pela imprensa para bombardear o governo estadual, acusado de debilidade. 
Comandou sindicância na polícia apurando a participação de vinte e oito policiais militares, três detetives e dois policiais civis na chacina realizada na favela carioca do Vigário Geral. Na ocasião, investiga também denúncia sobre outros sete grupos de extermínio, investigações que culminam na prisão de quarenta e um policiais e afastamento de outros trinta e quatro, dentre eles seu assessor, o delegado Elson Campelo. 
Para conter o avanço da criminalidade, adota medidas dentre as quais se destacam o projeto dos centros comunitários de defesa da cidadania (CCDCs), de 1993, fornecendo serviços jurídicos, policiais, de identificação e bancários gratuitos para comunidades carentes.
No início de abril de 1994, deixa a secretaria para assumir o governo fluminense, substituindo Leonel Brizola, que renunciou ao cargo de governador para candidatar-se às eleições presidenciais daquele ano.

#### No governo do Rio de Janeiro
Governou o Rio de Janeiro do início de abril de 1994, após a renúncia de Leonel Brizola, até o final de dezembro do mesmo ano, quando, findo seu mandato, deu posse a seu sucessor Marcelo Alencar, do PSDB. 
Nilo Batista toma posse em conturbada crise política decorrente da divulgação, pela imprensa, dos livros contábeis do banqueiro do jogo do bicho Castor de Andrade, que continha  o nome de mais de cem políticos que teriam supostamente recebido dinheiro (seja verba de filantropia, propina ou financiamento de campanha), e nos quais constaria seu nome. Nilo negou ter recebido contribuições de bicheiros para sua campanha, provando que sua presença nas listas se devia à intermediação que estabelecera,  em 1990 - antes, portanto, de ser empossado  como vice-governador -  entre o sociólogo Herbert de Souza, o Betinho, e o bicheiro Antônio Petrus, o Turcão, para que este último salvasse da falência a Associação Brasileira Interdisciplinar de Aids (ABIA), organização não governamental da qual Nilo tinha sido sócio-fundador e advogado. A contribuição havia sido realizada em julho de 1990 e imediatamente repassada. Diante do episódio, enfrentou a truculência dos adversários políticos que teriam enfatizado junto ao público nomes ligados ao Executivo estadual com o intuito de desestabilizar o governo do PDT às vésperas das eleições presidenciais. Foi ainda alvo, na época, da publicação de charges e informações na imprensa em decorrência do ocorrido. Em resposta a esses fatos, moveu ações judiciais, pleiteando direito de resposta e indenizações contra os jornais O Globo, Jornal do Brasil e a revista Istoé. Mesmo obtendo ganho de causa em todas as ações que moveu, Batista acabou desistindo de receber as devidas indenizações. 
Em outubro de 1994, declarou-se favorável a uma participação mais ativa do governo federal no combate ao crime organizado no estado. Solicitou parceria perante o Presidente da República Itamar Franco, para o combate ao tráfico de drogas e contrabando de armas. No mesmo mês, formalizou um acordo político para ação conjunta entre forças federais e estaduais para desbaratar quadrilhas ligadas ao narcotráfico e ao crime organizado, que ficou conhecida como "Operação Rio". No convênio, estabeleceu-se que as atividades de planejamento e coordenação e as ações da Secretaria Estadual de Justiça, das polícias Militar e Civil, e da Defesa Civil estadual passariam a ser geridas por um órgão central, comandado por um oficial indicado pelo Comando Militar do Leste e cujo nome seria submetido ao governador e ao presidente. Ao CML seriam garantidos poderes de investigação e saneamento da estrutura policial fluminense, inclusive com a reestruturação de seus quadros, além de poder de intervir na polícia federal e dispor da estrutura militar das forçar armadas estabelecidas no estado. As ações da operação concentraram-se na ocupação temporária de favelas e em "batidas" nos acessos à cidade do Rio de Janeiro. 
Entre as principais medidas tomadas nos nove meses de seu governo, figuraram a continuidade das obras do Programa de Despoluição da Baía de Guanabara; o encaminhamento de um projeto para a criação de uma zona de processamento de exportações em Itaguaí; a liberação de recursos para a conclusão do presídio de segurança máxima Bangu II e a reforma de dois institutos penais; o tombamento do Sambódromo e a liberação de verbas para o combate de enchentes em vários municípios do estado.
No que diz respeito à segurança pública, além das ações da operação Rio foram tomadas as seguintes providências: regulamentação do segundo emprego para policiais civis; posse de 140 delegados com formação especial dada pela Academia de Polícia e pela UERJ; demissão de 11 policiais civis por irregularidades; e envio à Assembleia Legislativa do projeto de lei de sua autoria  autorizando o estado a explorar o Loto Zôo online, uma espécie de loteria nos moldes do jogo do bicho, legalizada e informatizada, a ser administrada pela Loteria do Estado do Rio de Janeiro. 
No dia 29 de dezembro, Nilo encerra simbolicamente sua passagem pelo poder em cerimônia religiosa no Palácio da Guanabara, aproveitando para criticar a mídia, elogiar a evolução na mentalidade dos militares e anunciar que não mais pretendia ocupar outros cargos públicos. Dois dias depois, findo seu mandato, dá posse a seu sucessor, o ex-prefeito do Rio Marcelo Alencar.

### O retorno à dedicação advocatícia e acadêmica
Em Janeiro de 1995, voltou a advogar e retomou suas atividades acadêmicas.  Em outubro, torna-se diretor-presidente do Instituto Carioca de Criminologia, sendo responsável pela publicação da  Revista Discursos Sediciosos: Crime, Direito e Sociedade, coletânea anual de artigos de insignes autores, com pontos de vista críticos e inovadores. 
Encabeçou a criação, em 1998, e implantação, em 1999, juntamente com sua esposa Vera Malaguti Batista, do Programa de Mestrado em Ciências Penais da Universidade Candido Mendes (UCAM) Centro – Rio de Janeiro,  permanecendo responsável por sua coordenação geral até 2002, quando foi então sucedido pelo Professor Marildo Menegat até o ano de 2005. O programa apresentara importantíssima vanguarda no pensamento criminológico brasileiro, como uma contraposição qualificada ao discurso punitivo dominante mundialmente, partindo de abordagem transdisciplinar ao importar contribuições de outros campos das ciências humanas para obter uma dimensão mais pluralista que permitiu a reestruturação de institutos tradicionais do direito por um viés mais humano de garantia dos direitos.
Tornou-se professor titular de direito penal da UERJ, sócio-benemérito da Associação do Ministério Público do Estado do Rio de Janeiro e membro, entre outros, do Instituto dos Advogados Brasileiros, da Sociedade Brasileira de Criminologia, da Associação Internacional de Direito penal, das sociedades Internacional e Brasileira de Vitimologia, da Sociedade Internacional de Defesa Social, da Comisión Redactora del Proyecto de Codigo Penal Tipo para Latonoamérica, do conselho consultivo do grupo brasileiro da Sociedade Internacional de Direito Penal Militar e Direito de Guerra, do conselho diretor da Associação Brasileira de Juristas Democratas.

### Carreira Acadêmica e Científica
Prof. Agregado PUC/RJ (1975); Prof. Mestrado UFRJ (1980); Prof. Titular de Direito Penal da Universidade Candido Mendes (1984); Professor visitante de Direito Penal na Maestria Latinoamericana en Ciencias Penales y Criminologicas, do Instituto de Criminologia da Universidad del Zulia, Venezuela (1988).
Coordenador-Geral do Curso de Especialização em Advocacia Criminal (UCAM/RJ, 1999). Prof.Titular de Direito Penal da Universidade do Estado do Rio de Janeiro (2000).
Diretor do Programa de Mestrado em Direito da Universidade Candido Mendes (2002).
Prof. Titular de Direito Penal da Universidade Federal do Rio de Janeiro (2006).

### Títulos Honoríficos
Agraciado com o Colar do Mérito Judiciário do Estado do Rio de Janeiro, 8.dez.1985; Cruz de Honor de la Orden de San Raimundo de Peñafort, Ministério de la Justicia, Madrid, 19.set.1986; Grã-Cruz da Ordem do Mérito Policial do Estado do Rio de Janeiro, 26.set.1986; Medalha do Mérito da Justiça Criminal, 29.ago.1996. Medalha do Mérito Cultural da Magistratura, Instituto dos Magistrados do Brasil, 01.out.2001. Medalha Juscelino Kubistschek, por ocasião das comemorações do 70º aniversário da Universidade Federal de Juiz de Fora, 18.jun.2004. Medalha EMERJ, Escola da Magistratura do Estado do Rio de Janeiro, 06.dez.2007. Medalha Chico Mendes de Resistência, Grupo Tortura Nunca Mais, Rio de Janeiro, 31.mar.2010. Medalha Teixeira de Freitas, Instituto dos Advogados Brasileiros, Rio de Janeiro, 14.dez.2011.

## Obras Publicadas e organizadas
- Teoria da Lei Penal (colab. Aníbal Bruno), S. Paulo, 1974, ed. RT.
- O Elemento Subjetivo do Crime de Denunciação Caluniosa, Rio, 1975, ed. L. Juris.
- Aníbal Bruno, Penalista, Rio, ed. Liber Juris, 1978.
- Decisões Criminais Comentadas, Rio, 1976, ed.L. Juris (2ª ed., 1984).
- Advocacia Criminal (colab. João Mestieri), Rio, 1978, ed. L. Juris.
- Concurso de Agentes, Rio, 1978, ed. L. Juris (4ª ed., 2008).
- Casos de Direito Penal (colab. H. Costa Jr.), Rio, 1980, ed. L. Juris.
- Temas de Direito Penal, Rio, 1984, ed. L. Juris.
- Punidos e Mal Pagos, Rio, 1990, ed. Revan.
- Introdução Crítica ao Direito Penal Brasileiro, Rio, 1990, ed. Revan (12ª ed., 2011).
- Matrizes Ibéricas do Sistema Penal Brasileiro - I, Rio, 2000, ed. F. Bastos.
- Direito Penal Brasileiro: primeiro volume - Teoria Geral do Direito Penal (colab. E. Raúl Zaffaroni, Alejandro Alagia e Alejandro Slokar), Rio, 2003, ed. Revan.
- Novas Tendências do Direito Penal, Rio, 2004, ed. Revan.
- Lições de Direito Penal Falimentar, Rio, 2006, ed. Revan.
- Direito Penal Brasileiro: segundo volume – Tomo I - Teoria do Delito: introdução histórica e metodológica, ação e tipicidade (E. Raúl Zaffaroni, Alejandro Alagia, Alejandro Slokar), Rio, 2010, ed. Revan.
- Tributo a Louk Hulsman (org. Ester Kosoviski), 2012, Rio, ed. Revan.